# Einstein (Wissensmagazin)
Einstein ist eine Wissenssendung des Schweizer Fernsehprogramms SRF 1. Sie wurde nach dem Physiker und Nobelpreisträger Albert Einstein benannt.
Einstein ist eine Eigenproduktion vom Schweizer Radio und Fernsehen (SRF) und berichtet jeden Donnerstag in einem ausführlichen Beitrag über Phänomene und Geheimnisse des Alltags und des Lebens.
Das Konzept sieht vor, dass ausgehend von der Erfahrungswelt der Zuschauer diese die Sendeinhalte zusammen mit dem Moderationsteam miterleben können. Wissenschaftler vermitteln die Zusammenhänge der gezeigten Inhalte und sollen so den Bogen vom Alltag zur Wissenschaft schlagen, Wissenschaft erlebbar machen.
Das Redaktionsteam hat die Nachfolge von Menschen Technik Wissenschaft (MTW) angetreten. MTW ist nach 32 Jahren am 29. März 2007 im Rahmen von Umstrukturierungen des Senders durch Einstein ersetzt worden, das publikumsgerechtere Themen beinhalten soll.
Die erste Folge der 45-minütigen Wissenssendung (Infotainment) erlebte ihre Premiere am 12. April 2007. Das Sendeprofil sieht wöchentliche Ausstrahlungen jeweils am Donnerstag (bis März 2017 um 21:00 Uhr, ab dem April 2017 für kurze Zeit um 22:25 Uhr, jedoch mittlerweile wieder um 21:05 Uhr) vor; Wiederholungen erfolgen auf SRF 1 und SRF info.
Moderiert wird die Sendung von Kathrin Hönegger (Nachfolgerin von Nicole Ulrich seit dem 20. Februar 2014) und Tobias Müller (Nachfolger von Mario Torriani seit dem 1. Juli 2011).